# Liolaemus hellmichi
Liolaemus hellmichi — вид ігуаноподібних ящірок родини Liolaemidae. Ендемік Чилі. Вид названий на честь німецького герпетолога Карла Георга Вальтера Хельміха.

## Поширення і екологія
Liolaemus hellmichi є ендеміками гори Серро-Морено. розташованої на півострові Мехільонес, на північ від міста Антофагаста. Вони живуть в прибережній пустелі, на висоті від 1000 до 1400 м над рівнем моря. Живляться безхребетними.

## Збереження
МСОП класифікує цей вид як вразливий. За оцінками дослідників, популяція Liolaemus hellmichi становить менше 500 особин. Однак, наразі загроз для популяції цього виду немає.